# Ponte do Mar Pequeno
Popularmente conhecida como Ponte do Mar Pequeno, por passar sobre o canal que faz a ligação de vários com o mar, é um marco na história do desenvolvimento da porção sul da Baixada Santista. Fica situada no trecho final da Rodovia dos Imigrantes e faz a ligação entre os municípios de São Vicente e Praia Grande.
Seu nome é uma homenagem ao célebre político da região, Esmeraldo Soares Tarquínio de Campos Filho, que nasceu em São Vicente e foi prefeito de Santos na década de 1960.

## História
No início do século XX, a única alternativa para quem ia para Praia Grande ou para o Litoral Sul, era a travessia feita por barcos e canoas, ou pelas linhas regulares de lanchas administradas por Antero Horneaux de Moura.
Em 1914, era inaugurada a Ponte Pensil, que naquele período solucionou parte dos problemas. Mas no final da década de 60, só não foi interditada porque os prejuízos ao litoral paulista seriam catastróficos. Sua estrutura estava condenada, pois o tráfego de veículos aumentara muito após a abertura do Sistema Anchieta-Imigrantes, e ponte - de uma única pista - recebia todo esse fluxo, em dois sentidos alternados.
Optou-se então por reformá-la, tendo em vista que nem todo o tráfego poderia ser desviado para a Rodovia Pedro Taques. Mas iniciou-se em paralelo um projeto de uma nova ponte, com várias pistas e mão dupla, que cortaria o Mar Pequeno e faria conexão com a jovem Rodovia dos Imigrantes.
Em 11 de julho de 1973, o governador Laudo Natel, tendo como secretário dos Transportes o engenheiro Paulo Salim Maluf, outorga à Dersa a construção e exploração dessa ponte. Em 1976, é convocada uma comissão para estudar o problema e selecionar, entre os concorrentes à construção da nova ponte, uma empresa que realizasse a obra.
Em 10 de setembro de 1979, Paulo Maluf inaugura as obras de construção, que passaram a ser compostas de duas pontes para facilitar ainda mais o tráfego, denominadas ascendente (sentido São Vicente) e descendente (sentido Praia Grande).

## Características
A ponte é formada por duas pontes paralelas, com 1,013 km de extensão cada. Há um vão de 4,5 metros separando uma da outra, destinado à passagem de dutos de água, esgoto, telefonia, entre outros. A largura de cada pista é de 11,8 metros.
Tratando-se de obra sobre o mar, questões como fluxo e refluxo das marés, o assoreamento das águas e vãos e altura suficiente para a navegação, tiveram especial atenção. A transposição do Mar Pequeno exigiu a implantação de 30 apoios para cada pista: 7 em terra e 23 no mar.

## Inauguração
Em 19 de dezembro de 1981 era inaugurada a pista descendente, com a presença de várias autoridades da época, como Paulo Maluf (governador do Estado de São Paulo), José Maria Marin, (vice-governador), José Moura Siqueira de Barros (secretário de Transportes), Gal. Ênio dos Santos Pinheiro (presidente do Dersa), Dorivaldo Loria Júnior (prefeito de Praia Grande), Reinaldo de Barros (prefeito de São Paulo), Dep. Sílvio Fernandes Lopes, Dep. Athié Jorge Coury, além de outras autoridades municipais e estaduais.
Em 30 de março de 1982 foi inaugurada a pista ascendente, realizado enfim o sonho de tantos anos.

## Dados
Pesquisas da Dersa e da Ecovias calculam que em média 40% dos veículos que utilizam o Sistema Anchieta-Imigrantes em direção ao litoral têm como destino a cidade de Praia Grande.
No Carnaval e feriados prolongados, chegam a passar aproximadamente 400 mil veículos sobre a ponte, vindos principalmente da Capital e interior.